# Милькис, Лазарь Наумович
Ла́зарь Нау́мович Ми́лькис (15 ноября 1923 — 9 января 2010) — деятель советского кинематографа, организатор кинопроизводства. Заслуженный работник культуры РСФСР (1986).

## Биография
Ветеран советского кино, руководил съёмочными группами десятков художественных фильмов, свыше 50 лет проработал на Ташкентской киностудии и на киностудии «Мосфильм». 
С 1997 года проживал в Доме ветеранов кино.
Похоронен на Введенском кладбище (5 уч.).

## Фильмография
- 1956 — Дело № 306 («Мосфильм», режиссёр Анатолий Рыбаков)
- 1957 — Цель его жизни («Мосфильм», режиссёр Анатолий Рыбаков)
- 1959 — Василий Суриков («Мосфильм», режиссёр Анатолий Рыбаков)
- 1964 — Живые и мёртвые («Мосфильм», режиссёр Александр Столпер)
- 1970 — Чайка («Мосфильм», режиссёр Юлий Карасик)
- 1972 — Четвёртый («Мосфильм», режиссёр Александр Столпер)
- 1973 — Дела сердечные («Мосфильм», режиссёр Аждар Ибрагимов)
- 1978 — 31 июня («Мосфильм», режиссёр Леонид Квинихидзе)
- 1978 — Уроки французского («Мосфильм», режиссёр Евгений Ташков)
- 1979 — Гараж («Мосфильм», режиссёр Эльдар Рязанов)
- 1979 — Тот самый Мюнхгаузен («Мосфильм», режиссёр Марк Захаров)
- 1981 — Отпуск за свой счёт («Мосфильм», режиссёры Виктор Титов и Я. Буйтош)
- 1982 — Вокзал для двоих («Мосфильм», режиссёр Эльдар Рязанов)
- 1983 — Мэри Поппинс, до свидания («Мосфильм», режиссёр Леонид Квинихидзе)
- 1984 — Жестокий романс («Мосфильм», режиссёр Эльдар Рязанов)

## Признание и награды
- Почётный член Гильдии продюсеров России
- Заслуженный работник культуры РСФСР (19 ноября 1986 года)